# Anathallis ourobranquensis
Anathallis ourobranquensis é uma espécie de orquídea (Orchidaceae) originária do Brasil.